# Bombardamento di Grosseto
Il bombardamento di Grosseto del 26 aprile 1943, noto come strage di Pasquetta, fu un tragico evento avvenuto a Grosseto nel giorno del lunedì dell'Angelo del 1943, durante la seconda guerra mondiale. L'episodio si consumò intorno alle ore 14, in un'assolata giornata di festa in piena primavera. L'incursione aerea statunitense non venne preceduta dal suono delle sirene di allarme, non lasciando scampo a molti civili che a quell'ora si trovavano all'aperto, soprattutto bambini che giocavano nelle giostre allestite fuori Porta Vecchia.

## Descrizione dell'evento
Il 26 aprile 1943, giorno del Lunedì dell'Angelo, uno stormo di bombardieri B-17 del 97° e 301° Bomber Group della 12ª Air Force dell'United States Army Air Forces di stanza in Algeria, raggiunse la città di Grosseto proveniente dal mar Tirreno, avendo come obiettivo l'aeroporto Corrado Baccarini. La base militare di Grosseto costituiva il principale centro strategico e logistico in Italia per le operazioni nel Nordafrica e già dal 1941 era sede di una scuola di addestramento aerosiluranti dell'unità Kampfgeschwader 102 della Luftwaffe: da Grosseto partivano gli attacchi ai convogli britannici nel mar Mediterraneo occidentale e qui facevano inoltre scalo i Messerschmitt Me 323 impiegati nella difesa della Tunisia.
Lo stormo di aerei militari giunse inaspettato e improvviso sopra la città intorno alle ore 14, proveniente da nord-ovest, senza la corretta segnalazione da parte dei sistemi di avvistamento antiaerei. Nel giro di pochi istanti, anziché colpire il bersaglio prestabilito, numerose bombe a frammentazione e cluster bombs caddero in pieno centro abitato. Non avvertiti dalla sirena dell'allarme antiaereo, gli abitanti della città, che si trovavano nel centro nel giorno di festa, non poterono ripararsi nei rifugi che erano stati allestiti nei bastioni delle mura medicee.
Le bombe colpirono diversi edifici tra il centro storico e alcune aree semicentrali al di fuori della cerchia muraria, in particolare nel sobborgo di Porta Vecchia: le vittime civili accertate furono 134, tra cui numerosi bambini tra i cinque e i tredici anni che stavano giocando nelle giostre allestite fuori Porta Vecchia; oltre 200 i feriti.
Sconosciuti sono i motivi che portarono le forze aeree americane a sganciare le bombe sulla città, anziché sull'obiettivo dell'aeroporto. Oltre alle giostre di Porta Vecchia, gli ordigni colpirono anche edifici assistenziali come la casa della Madre e del Bambino, di fronte alla ferrovia, e l'ospedale della Croce Rossa Italiana "Ennia Tramontani", ospitato dall'estate 1940 nei locali del seminario vescovile fuori Porta Corsica. Tra le vittime vi fu anche Elvino Boschi, presidente della Pugilistica Grossetana e noto antifascista, tra i principali animatori della locale scena clandestina comunista, e marito di Licena Rosi, che sarà la prima donna eletta al consiglio comunale di Grosseto.
La peculiarità del tipo di deflagrazione della bombe a frammentazione e la presenza in città di aerei militari tedeschi che, impossibilitati ad atterrare nell'aeroporto a causa dell'attacco in corso, volavano a bassa quota tra le abitazioni (come dimostrato dalla relazione del tenente colonnello Fratini dell'Aeronautica Militare), portarono alla genesi tra la popolazione di un falso ricordo collettivo: numerose sono infatti le testimonianze di testimoni oculari degli "aerei americani" che, volando bassi, aprivano il fuoco di mitragliatrice contro la popolazione. In realtà, nessun aereo americano si avvicinò mai ai tetti della città e nessuna vittima presentava ferite riconducibili all'uso della mitragliatrice, come esplicitamente dichiarato nei rapporti dell'ospedale della Misericordia.

## Reazioni e conseguenze
Il giorno successivo, 27 aprile, il re Vittorio Emanuele III si recò a Grosseto per rendere omaggio ai caduti e per far visita ai feriti che erano ricoverati nell'ospedale della Misericordia.

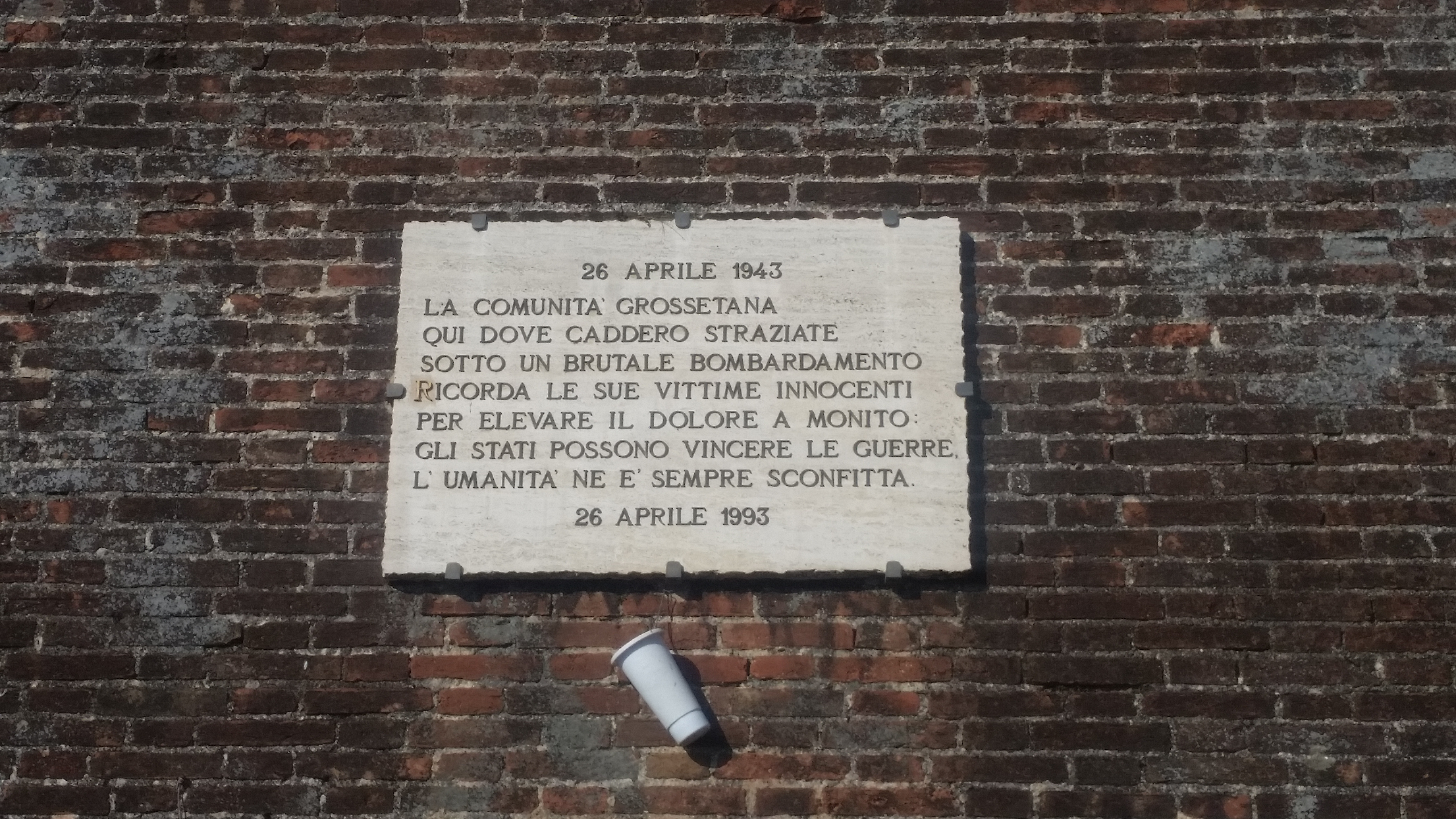
Targa in memoria della "strage di Pasquetta" fuori Porta Vecchia

L'evento suscitò immediatamente la reazione sdegnata della Chiesa cattolica, con il vescovo Paolo Galeazzi in prima linea per l'assistenza ai feriti e la vicinanza ai familiari della vittime; nei suoi sermoni, il vescovo denunciava l'evento con parole dure verso gli Alleati. Con gli anglo-americani spintisi a bombardare nel centro Italia (a Grosseto seguirà Civitavecchia il 14 maggio), lo stesso papa Pio XII, temendo un raid su Roma, denunciò gli attacchi aerei ai danni di civili in una lettera formale inviata al presidente americano Franklin Delano Roosevelt il 19 maggio.
Il Corriere della Sera pubblicò nei giorni successivi alla strage un articolo intitolato Nessun italiano dimenticherà i bimbi straziati dai gangster, dando particolare risalto al coinvolgimento di vittime civili inermi, quali bambini e malati; sulla stessa linea altri quotidiani nazionali, come Il Popolo d'Italia e La Stampa, e l'Istituto Luce, che realizzò un servizio in cui denunciava, con una forte enfasi propagandistica, la «Pasqua di sangue» causata dai «cosiddetti Liberators», i quali avrebbero deliberatamente preso di mira luoghi legati ai bambini perché «gli apparecchi omicidi sono pilotati da specialisti in ratti infantili, allievi ed emuli degli assassini del bimbo di Lindbergh».

### Bombardamenti successivi
La città di Grosseto, dopo aver subito questo primo attacco aereo con numerose perdite civili, fu obiettivo di altre incursioni aeree, sia diurne che notturne, da parte dell'aviazione statunitense e britannica. In totale si verificarono su Grosseto diciannove bombardamenti tra aprile 1943 e giugno 1944.
Il 20 maggio andò a buon fine l'attacco all'aeroporto, che rimase danneggiato e parzialmente distrutto, e dove morirono più di 1 600 militari, soprattutto tedeschi, che si trovavano accampati a lato della pista. L'infrastruttura aeroportuale militare fu bombardata nuovamente dopo quasi tre mesi nella notte di Ferragosto. Di maggiore impatto per la popolazione grossetana furono, invece, i successivi bombardamenti del 21 luglio che colpirono numerosi edifici e case del centro storico, e del 9 settembre nell'area della stazione ferroviaria, a opera dei bombardieri Wellington della Royal Air Force britannica. Un'altra serie di attacchi aerei colpì la città tra i mesi di ottobre e novembre: al termine di queste ultime incursioni, il patrimonio storico, artistico e culturale della città aveva subito danni irreparabili, in particolare il museo d'arte sacra della diocesi di Grosseto, l'archivio diocesano e soprattutto la biblioteca Chelliana, ospitata insieme al museo civico nel palazzo Mensini.
Quest'ultima serie di eventi bellici costrinse la maggioranza della popolazione a trasferirsi dalla città verso le campagne e i piccoli centri dell'entroterra, anche a causa dei gravi danni subiti dalla rete idrica e dalle linee elettriche e da una carestia che si protrasse anche negli anni successivi a causa delle condizioni climatiche estreme, con ricorrenti e prolungati periodi di siccità. Per il timore di ulteriori attacchi aerei, il 29 novembre 1943 il prefetto Alceo Ercolani dispose il trasferimento degli uffici della prefettura presso la tenuta di Monteverdi di Paganico, mentre altri uffici e istituzioni vennero sfollati in varie località della provincia (Arcidosso, Scansano, Massa Marittima, Montorsaio).

## Commemorazioni

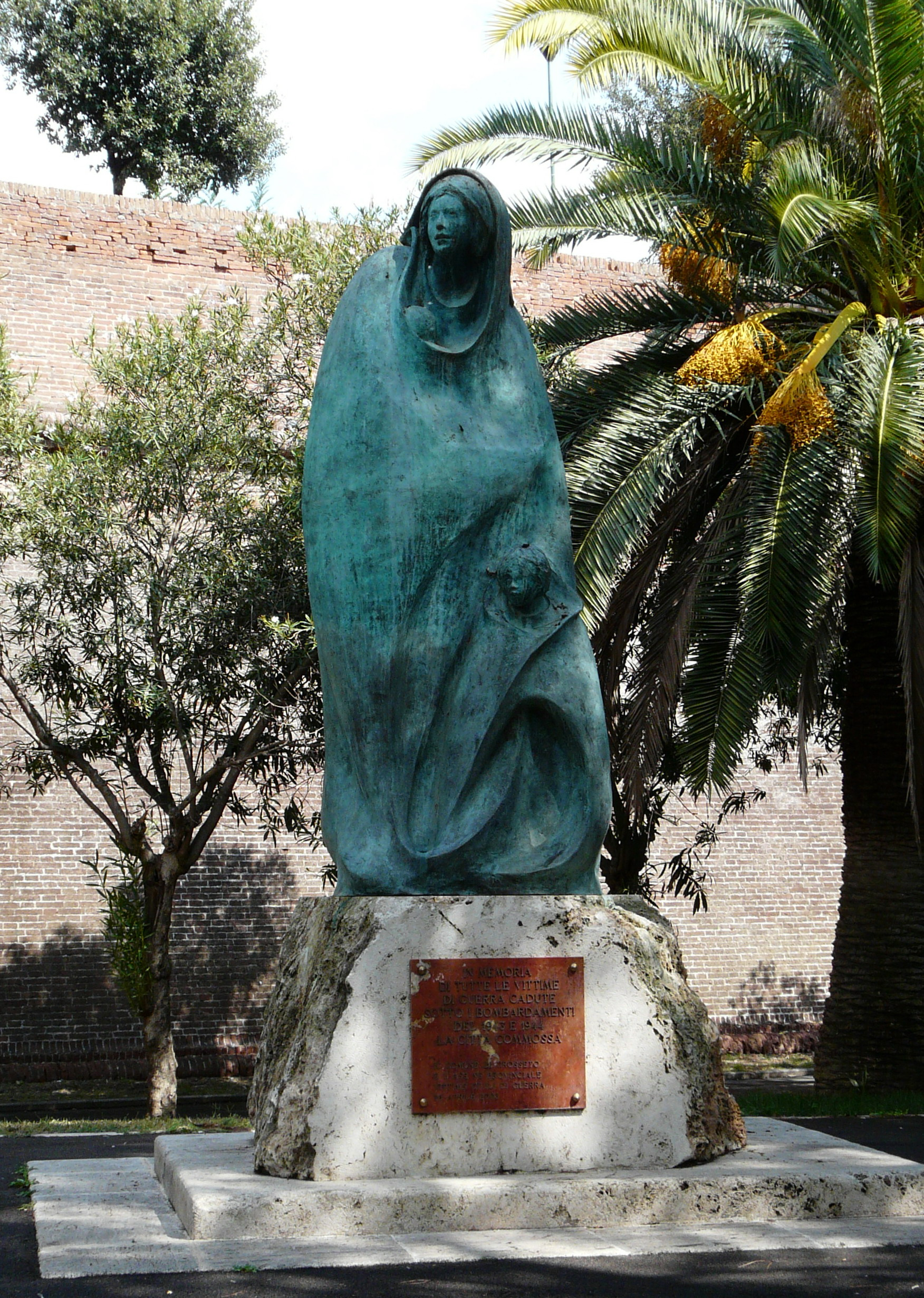
Il monumento alle vittime dei bombardamenti (Antonio Lazari, 2003)

Il vescovo Paolo Galeazzi, già dai primi anni dopo la fine del conflitto mondiale, espresse l'intenzione di realizzare in città un grandioso monumento in ricordo delle vittime civili dei bombardamenti: tale volontà si concretizzò tra il 1954 e il 1958 con l'edificazione della monumentale basilica del Sacro Cuore di Gesù, consacrata nel quindicesimo anniversario della strage di Pasquetta; all'interno della chiesa venne realizzata una cripta in memoria dei caduti, con una lapide recante i nomi di tutte le vittime del bombardamento. Ogni anno da allora, vi viene celebrata una messa commemorativa da parte del vescovo di Grosseto.
I nomi dei caduti, compresi quelli militari, sono anche ricordati all'interno della cappella del cimitero comunale di Sterpeto.
Nel giorno del cinquantesimo anniversario, il 26 aprile 1993, l'amministrazione comunale pose una targa in ricordo dell'evento all'esterno della cortina muraria tra Porta Vecchia e il bastione Maiano, in piazza Esperanto. Il 26 aprile 2003, in occasione del sessantenario, fu inaugurato in piazza del Sale un monumento scultoreo dedicato alle vittime, realizzato da Antonio Lazari e raffigurante una madre avvolta in un mantello insieme ai suoi due figli; in seguito ad alcune proteste circa la collocazione, dopo pochi mesi la statua fu spostata nel parco di via Ximenes.
Il 26 aprile 2013, l'amministrazione comunale, presieduta dal sindaco Emilio Bonifazi, intitolò alle vittime del 26 aprile 1943 l'area verde di viale Porciatti collocata nel camminamento esterno intorno al bastione Fortezza.

### Esplicative
1. ↑  Si veda, a titolo esemplificativo, come anche in articoli locali recenti si continui a perpetrare la memoria di questo falso ricordo, anche al fine di spettacolarizzare l'evento con espedienti drammatici: «la vista dalla finestra di alcuni aerei che da via Bonghi si infilano furiosi dentro via Oberdan» (in realtà aerei tedeschi ed estranei all'attacco) e «tanti morti furono fatti dalle mitragliatrici che maciullarono la carne, bucarono edifici, crivellarono le mura» e arti ridotti «in poltiglia dai proiettili americani» (in realtà effetto delle bombe a frammentazione); cfr.  Bombardamento di Pasquetta: la storia di Divo, che morì a 14 anni sotto le bombe, su Il Giunco, 26 aprile 2020. URL consultato il 22 febbraio 2022.

### Riferimenti bibliografici
1. 1 2 3 4 5  Campagna, Turbanti 2022, p. 30.
2. 1 2 3  Campagna, Turbanti 2022, p. 29.
3. ↑  Campagna, Turbanti 2022, pp. 281-282.
4. ↑  Campagna, Turbanti 2022, p. 31.
5. 1 2  Ghiara, Scarlini 2003, pp. 246-256.
6. ↑   Il Re a Grosseto visita i feriti, Il Popolo d'Italia, 28 aprile 1943.
7. ↑   La ricerca di Giacomo Pacini sul bombardamento del Lunedì di Pasqua del 1943, su grossetocontemporanea.it. URL consultato il 23 febbraio 2023.
8. ↑   Lettera di Sua Santità Pio XII al presidente degli Stati Uniti Franklin Delano Roosevelt (19 maggio 1943), su vatican.va. URL consultato il 28 febbraio 2023.
9. ↑   Nessun italiano dimenticherà i bimbi straziati dai gangster, Corriere della Sera, 5 maggio 1943.
10. ↑   La selvaggia incursione sulla città di Grosseto, La Stampa, 27 aprile 1943.
11. ↑  Campagna, Turbanti 2022, pp. 30-31, 376-377.
12. 1 2 3  Campagna, Turbanti 2022, p. 45.
13. ↑  Campagna, Turbanti 2022, pp. 49-51.
14. ↑  Guerrini 1991, p. 90.
15. ↑   Settantanove anni fa la tragedia di Pasquetta, La Nazione, 25 aprile 2022. URL consultato il 22 febbraio 2023.
16. ↑   Cappella del Cimitero di Sterpeto, su pietredellamemoria.it. URL consultato l'8 marzo 2023.
17. ↑  Celuzza, Papa 2013, p. 233.
18. ↑   Grosseto ricorda i morti del bombardamento alleato del 1943, Il Tirreno, 25 aprile 2013. URL consultato il 23 febbraio 2023.